# Sergei Hohlov-Simson
Sergei Hohlov-Simson (Pärnu, 22 aprile 1972) è un ex calciatore estone, di ruolo difensore.

## Carriera

### Giocatore

#### Club
Hohlov-Simson vestì la maglia del Flora Tallinn, prima di passare al Tervis Pärnu. Tornò nuovamente al Flora Tallinn, per poi indossare le casacche di Tulevik Viljandi e Kuressaare. Emigrò allora in Israele, giocando prima per lo Hapoel Kfar Saba e poi per lo Hapoel Taibe.
Fu successivamente messo sotto contratto dai norvegesi dello HamKam, all'epoca militanti nella 1. divisjon. Esordì in squadra il 9 settembre 2001, subentrando a Per Johansson nel pareggio per 2-2 in casa dello Hødd. Terminata questa esperienza, rientrò in patria per giocare al Levadia Tallinn e al Toompea.

#### Nazionale
Hohlov-Simson conta 59 presenze e 2 reti per l'Estonia.

### Allenatore
Terminata l'attività agonistica, diventò allenatore del Levadia Tallinn.

## Palmarès

### Giocatore

#### Competizioni nazionali
- Campionato estone: 4

Flora Tallinn: 1993-1994, 1997-1998, 1998
Levadia Tallinn: 2004
- Coppa d'Estonia: 3

Flora Tallinn: 1997-1998
Levadia Tallinn: 2003-2004, 2004-2005
- Supercoppa d'Estonia: 1

Flora Tallinn: 1998